# یاسمینا رضا
یاسمینا رضا (به فرانسوی: Yasmina Evelyne Agnes Reza) (زادهٔ ۱ مه ۱۹۵۹ در پاریس) نمایشنامه‌نویس، بازیگر، رمان‌نویس و فیلم‌نامه‌نویس فرانسوی و برنده جایزه‌های بسیار است.

## زندگی
پدرش ژان رضا نیمه ایرانی، نیمه روس و نوازنده غیرحرفه‌ای پیانو و مادرش اهل مجارستان (بوداپست) و نوازنده ویلن بود. پدر و مادرش هر دو یهودی‌الاصل بودند. یاسمینا در مدرسه «سنت کلود»، دانشگاه نانتر پاریس و «اکول ژاک لوکوک» تحصیل کرد.

## حرفه
آغاز کار او با بازیگری بود و در سال ۱۹۸۷، نخستین نمایشنامه خود با نام «گفتگوهای پس از خاکسپاری» را نوشت که با موفقیتی چشمگیر مواجه شد و جایزه مولیر را از آن خود کرد. پس از آن مسخ کافکا را برای اجرایی از رومن پولانسکی ترجمه کرد و دوباره جایزه مولیر را کسب کرد. در سال ۱۹۹۴ با نمایشنامه هنر به اوج شهرت رسید. این نمایشنامه در شهرهای پاریس، لندن و برادوی اجرا شد. او همچنین به خاطر این نمایشنامه در سال ۱۹۹۸ برنده جایزه تونی شد. او در سال ۲۰۰۳ نخستین رمان خود با نام «حرمان» را منتشر کرد.
مضمون بیشتر آثار رضا دربارهٔ روابط هستند، روابط با خانواده، با دوستان و… که همواره با تنش‌های دراماتیک همراه هستند. کاراکترهای اکثر آثار رضا نگران خودشان هستند. وی را موفق‌ترین نمایشنامه‌نویس دههٔ آخر قرن بیستم فرانسه می‌دانند.
کتاب آن‌ماری، الهۀ زیبایی (۲۰۲۰) از جمله آخرین کارهای یاسمینا رضا است که به رغم حجم کم، به لطف سبک و محتوا، مورد توجه منتقدان ادبی و خوانندگان قرار گرفته است.

## آثار
- ۱۹۸۷ـ گفت و گوهای پس از خاکسپاری (نمایشنامه)
- ۱۹۸۹ ـ گذر زمستان (نمایشنامه)
- ۱۹۹۴ ـ هنر (نمایشنامه برنده جایزه بزرگ مولیر)، ت‍ه‍ران‌: انتشارات م‍اه‌ ری‍ز، ۱۳۷۸.
- ۱۹۹۴ ـ هنر ، ت‍ه‍ران‌: انتشارات ام‍ی‍رخ‍ان‍ی‌، ۱۳۷۸.
- ۱۹۹۵ ـ مرد اتفاقی (نمایشنامه)
- ۱۹۹۹ ـ اندوهی ژرف (رمان)
- ۲۰۰۰ ـ سه روایت از زندگی (نمایشنامه)
- ۲۰۰۳ ـ ادام ابربرگ (رمان)
- ۲۰۰۴ ـ یک نمایش اسپانیایی (نمایشنامه)
- ۲۰۰۵ ـ سورتمهٔ آرتور شوپنهاور
- ۲۰۰۷ ـ خدای کشتار، تهران‬‏‫: نشر قطره‬‏‫، ۱۳۸۷.‬‮‬‬
- ۲۰۱۳ - خوشا خوشبختان (داستان بلند)
- ۲۰۲۰ ـ آن‌ماری، الهۀ زیبایی، تهران: نشر هوما، 1402.

## نمایشنامه‌های اجرا شده وی در ایران
- هنر به کارگردانی وحید رهبانی
- هنر به کارگردانی امیر حسین مدنی
- هنر به کارگردانی داود رشیدی
- هنر به کارگردانی پارسا پیروزفر
- خدای کشتار به کارگردانی شاهین چگینی
- خدای کشتار به کارگردانی علیرضا کوشک جلالی
- خدای کشتار به کارگردانی عباس نورمحمدی
- خدای کشتار به کارگردانی علیرضا ربیعی
- خدای کشتار به کارگردانی پویا وکیل زاده (برصحنه خوانی به زبان فرانسوی)
- مرد اتفاقی به کارگردانی رضا بهارلو
- مرد اتفاقی به کارگردانی وحید رهبانی
- گفتگوهای پس از یک خاکسپاری به کارگردانی بورژین عبدالرزاقی (۱۳۸۷)
- نمایش اسپانیایی به کارگردانی بورژین عبدالرزاقی (۱۳۹۲)
- بلا فیگورا به کارگردانی سروش طاهری و ترجمه (از فرانسه) بهروز سرو علیشاهی (دی ۱۳۹۶)
- سه روایت از زندگی به کارگردانی سیما تیرانداز
- یک نمایش اسپانیایی به کارگردانی شیوا

اردویی

## دیگر جایزه‌ها
او در سال ۲۰۰۵ از سوی روزنامه دی ولت برنده جایزه ادبی «ولت» ۲۰۰۵ شد. رمان او با عنوان بابل (رمان) (به فرانسوی: Babylone) که در ۳۱ اوت ۲۰۱۶ توسط انتشارات فلاماریون منتشر شد، در همان سال جایزه رنودو را به خود اختصاص داد.